# Piptochaetium
Genre
Piptochaetium  est un genre de plantes monocotylédones de la famille des Poaceae (graminées), sous-famille des Pooideae, originaire d'Amérique latine, qui comprend 35 espèces.

## Liste d'espèces
Selon World Checklist of Selected Plant Families (WCSP) (4 juillet 2017) :
- Piptochaetium alpinum L.B.Sm. (1971)
- Piptochaetium angolense Phil. (1896)
- Piptochaetium angustifolium (Hitchc.) Valencia & Costas (1968)
- Piptochaetium avenaceum (L.) Parodi, Revista Mus. La Plata (1944)
- Piptochaetium avenacioides (Nash) Valencia & Costas (1968)
- Piptochaetium bicolor (Vahl) É.Desv. (1854)
- Piptochaetium brachyspermum (Speg.) Parodi, Revista Mus. La Plata, Secc. Bot. 6: 229, 241 (1944)
- Piptochaetium brevicalyx (E.Fourn.) Ricker ex Hitchc. (1913)
- Piptochaetium burkartianum Parodi, Revista Mus. La Plata (1944)
- Piptochaetium cabrerae Parodi, Revista Mus. La Plata (1944)
- Piptochaetium calvescens Parodi, Revista Mus. La Plata (1944)
- Piptochaetium confusum Parodi, Revista Mus. La Plata (1944)
- Piptochaetium cucullatum Roseng. & Izag. (1966)
- Piptochaetium featherstonei (Hitchc.) Tovar (1988)
- Piptochaetium fimbriatum (Kunth) Hitchc. (1933)
- Piptochaetium fuscum (Steud.) Barkworth, Ciald. & Gandhi (2014)
- Piptochaetium hackelii (Arechav.) Parodi (1930)
- Piptochaetium hirtum Phil. (1873)
- Piptochaetium indutum Parodi, Revista Mus. La Plata (1944)
- Piptochaetium jubatum Henrard (1940)
- Piptochaetium lasianthum Griseb. (1879)
- Piptochaetium leiopodum (Speg.) Henrard (1940)
- Piptochaetium medium (Speg.) Torres (1969)
- Piptochaetium montevidense (Spreng.) Parodi (1930)
- Piptochaetium napostaense (Speg.) Hack. ex Stuck., Anales Mus. Nac. Buenos Aires, ser. 3 (1906)
- Piptochaetium palustre Muj.-Sall. & Longhi-Wagner (1993)
- Piptochaetium panicoides (Lam.) É.Desv. (1854)
- Piptochaetium pringlei (Beal) Parodi, Revista Mus. La Plata (1944)
- Piptochaetium ruprechtianum É.Desv. (1854)
- Piptochaetium sagasteguii Sánchez Vega (1991)
- Piptochaetium seleri (Pilg.) Henrard (1940)
- Piptochaetium stipoides (Trin. & Rupr.) Hack. & Arechav. (1896)
- Piptochaetium tovarii Sánchez Vega (1991)
- Piptochaetium uruguense Griseb. (1879)
- Piptochaetium virescens (Kunth) Parodi, Revista Mus. La Plata (1944)